# Peter Kaiser
Peter Kaiser, né le 4 décembre 1958 à Klagenfurt, est un homme politique autrichien membre du Parti social-démocrate d'Autriche (SPÖ).

## Biographie
Il est Landeshauptmann de Carinthie depuis le 28 mars 2013.
Lors de son investiture, il devient le cinquième chef de gouvernement régional issu du SPÖ en Autriche, ce qui constitue le record absolu de Landeshauptleute concomitants pour le Parti social-démocrate et la seule fois où ce parti a gouverné la majorité des Länder.